# Маркус Рут
Маркус Рут (норв. Markus Rooth; нар. 22 грудня 2001) — норвезький легкоатлет, який спеціалізується у десятиборстві.

## Спортивні досягнення
Олімпійський чемпіон з десятиборства (2024).
Посів 8-е місце у змаганнях з десятиборства на чемпіонаті світу (2023).
Чемпіон Європи серед молоді (2023) та бронзовий призер чемпіонату Європи серед молоді (2021) з десятиборства.
Бронзовий призер чемпіонату Європи серед юніорів з десятиборства (2019).

## Сім'я
- Двоюрідна сестра — Андреа Рут (нар. 2002) — чемпіонка Європи серед молоді (2023) та юніорів (2021) з бігу на 400 метрів з бар'єрами.